# Hullavington
Hullavington est une paroisse civile et un village du Wiltshire, en Angleterre.